# جون هيرمان ميريفال
كان جون هيرمان ميريفال (5 أغسطس 1779 - 25 أبريل 1844، بيدفورد سكوير) هو محامي و أديب إنجليزي.

## حياته
كان جون هيرمان ميريفال الابن الوحيد لجون ميريفال من زوجته بارتون بليس، إكستر، وبيدفورد سكوير، في مدينة لندن، بقلم آن كاتينكامب أو كاتينكامب، ابنة تاجر ألماني استقر في إكستر، وولد هناك في 5 أغسطس 1779. وهو حفيد صموئيل ميريفال (1715-1771)، كان مدرس في أكاديمية معارضة محلية في إكستر، ونشأ كاهن المشيخي. أمضى بضع سنوات من حياته في كلية سانت جون بكامبريدج، لكنه غادرا لكلية دون الحصول على شهادة. وفي وقت لاحق من حياته كان يتبع كنيسة إنجلترا.
في 17 ديسمبر 1798، دخل ميريفال لنكولن إن، حيث طلب استدعاؤه إلى نقابة المحامين في فترة هيلاري 1804. فهو مارس مهنة الديوان والإفلاس، ونشر تقارير عن القضايا التي ناقشتها وحُددتها المحكمة العليا في تشانسري، في لندن، 1817-1819. لقد جلس في لجنة Chancery لعام 1824، في التقرير الذي وافق عليه، لكنه شرح مخططًا أوسع للإصلاح في A Letter to William Courtenay ، Esq. حول موضوع لجنة Chancery ، في لندن، 1827.
في 2 ديسمبر 1831، عُيِّن ميريفال في مفوضية الإفلاس التي احتفظ بها حتى وفاته في 25 أبريل 1844. تم دفنه في ساحة الكنيسة في هامبستيد.

## أعماله
في عام 1811، نشرت ميريفال، لجمعية نشر المعرفة فيما يتعلق بعقوبة الإعدام وتحسين الانضباط في السجون، بيانًا موجزًا للإجراءات في كلا مجلسي البرلمان في الدورتين الأخيرة والحالية بشأن العديد من مشاريع القوانين التي تم تقديمها بهدف لتعديل القانون الجنائي: مع مراجعة عامة للحجج المستخدمة في المناظرات في تلك المناسبات ، في لندن. كان المتعاون الرئيسي لروبرت بلاند في «مجموعات من المختارات اليونانية ومن شعراء اليونان الرعوية والرثائقية والدرامية،» لندن، 1813، في عام 1814 نشر أورلاندو في رونسيسفاليس ، لندن، قصيدة في ''أوتافا ريما ، بناء على Morgante ماجوري من لويجي بولسي، وفي عام 1820 ترجمة حرة في نفس متر من مقطع من قصيدة طويلة الأولى والثالثة من نيكولو فورتيغيرا Ricciardetto.
ظهرت نسخة من قصائد ميريفال، الأصلية والمترجمة ، في عام 1838، في لندن، مجلدين، مع استمرار لجيمس بيتيز The Minstrel ، وبعض الترجمات من دانتي، ومنوعات أخرى. عندما تجاوز نصف عمره تعلم اللغة الألمانية، وقبل وفاته بفترة وجيزة، نشر ترجمات، أعيد طبعها جزئيًا من المجلة الشهرية الجديدة لعام 1840، من قصائد شيلر الصغرى في الفترتين الثانية والثالثة ، في لندن، 1844.
كان ميريفال صديقًا للورد بايرون، الذي أشاد بترجمته من اليونانية وترجمته من أورلاندو في رونسيسفاليس . كان مساهمًا متكررًا في المجلة ربع السنوية والمراجعات والدوريات الأخرى. في 1837-188 نشر في مجلة جنتلمان رسائل كتبها والتر مويل.

## عائلته
تزوج ميريفال من لويزا هيث، في 10 يوليو 1805، ابنة جوزيف دروري، وأنجب منها ستة أبناء وست بنات. كان ابناه الأكبر هما هيرمان ميريفال وتشارلز ميريفال.